# Нижнее Бессоново
Ни́жнее Бессо́ново — деревня в Новолялинском городском округе Свердловской области России.

## Географическое положение
Нижнее Бессоново расположено в 13 километрах (по дороге в 16 километрах) к западу от города Новой Ляли, на левом берегу реки Ляли (левого притока реки Сосьвы).

## Население
| 2002 | 2010 | 2021 |
| ---- | ---- | ---- |
| 3    | ↗6   | ↗10  |